# 龙门镇 (韩城市)
龙门镇，是中华人民共和国陕西省渭南市韩城市下辖的一个乡镇级行政单位。

## 行政区划
龙门镇下辖以下地区：
丰裕路社区、下峪口矿社区、临河社区、燎原社区、禹门口社区、下峪口村、北庄村、桥南村、上峪口村、阳山庄村、龙门村、渚北村、大池埝村、西原村、马庄村、上白矾村、下白矾村、三林村、谢村、李村、大前村、新林皋村、北潘庄村和林皋村。